# Jadwiga Szubartowicz
Jadwiga Szubartowicz (Lublin, Polonia, 16 de octubre de 1905 - Lublin, 20 de julio de 2017) fue una supercentenaria polaca, la más vieja de su país desde el 1 de agosto de 2015 hasta su muerte.

## Biografía
Szubartowicz nació como Jadwiga Skawińska el 16 de octubre de 1905 en Lublin, que era entonces parte de Zarato de Polonia del Imperio ruso (hoy en el sureste de Polonia). De niña pasó varios años con su familia en San Petersburgo; a los 12 años fue testigo de la Revolución de Octubre. Se graduó de la Escuela Secundaria de las Hermanas Ursulinas y completó estudios pedagógicos con su hermana.
Durante la invasión alemana de Polonia y la instauración del Gobierno General de los territorios polacos ocupados su hermano fue arrestado. Tras ser detenido durante una semana en el campo de concentración de Majdanek, fue puesto en libertad, pero posteriormente fue arrestado por los alemanes en Cracovia y enviado al campo de concentración de Buchenwald, donde murió. Fue testigo de cómo se movió la pintura Batalla de Grunwald, de Jan Matejko, para ocultarla a los alemanes.
En 1952 se casó con el soldado Antoni Szubartowicz, un veterano de la Batalla de Montecassino.
El 1 de agosto de 2015, después de la muerte de Jadwiga Młynek (1905-2015), Szubartowicz se convirtió en la polaca más vieja. El mayor Israel Kristal nació en lo que ahora es Polonia, pero se trasladó a Israel después de la Segunda Guerra Mundial. La edad de Szubartowicz fue certificada por el Gerontology Research Group que le envió sus saludos en su 110 cumpleaños, que celebró el 16 de octubre de 2015.
El 7 de marzo de 2017, con ocasión del Día Internacional de la Mujer, la Presidenta de Lublin, Krzysztof Żuk, le entregó la medalla conmemorativa del 700 aniversario de la ciudad. En la celebración, el músico Dariusz Tokarzewski tocó y cantó la canción «Dwieście lat» (Doscientos años), una variación de la canción de cumpleaños polaca «Sto lat» (Cien años).
A principios de abril de 2017, Szubartowicz fue honrada con una visita oficial de Stanisław Budzik, arzobispo de Lublin. Aunque recientemente se había recuperado de una neumonía, estaba de buen humor y disfrutó de una charla con el arzobispo.